# پیر زاکون
پیر زاکون  (به فرانسوی: Pierre Zaccone) رمان‌نویس قرن نوزدهم میلادی اهل فرانسه است.